# Ольга Єлизавета Саксен-Альтенбурзька
Ольга Єлизавета Карола Вікторія Марія Анна Агнеса Антуанетта Саксен-Альтенбурзька (нім. Olga Elisabeth Carola Victoria Maria Anna Agnes Antoinette von Sachsen-Altenburg; 17 квітня 1886 — 13 січня 1955) — принцеса Саксен-Альтенбурзька, герцогиня Саксонська.

## Біографія
Ольга Єлизавета народилася 17 квітня 1886 року у палаці Альбрехтсберг у Дрездені. Вона була первістком в родині принца Саксен-Альтенбурзького Альберта та його першої дружини Марії Прусської. Згодом у дівчинки з'явилася молодша сестра Марія. За два тижні після її народження матір пішла з життя.
Коли Ользі було 5, батько оженився вдруге. Мачухою стала німецька герцогиня з російської гілки Мекленбург-Штреліців — Олена Мекленбург-Штреліцька. Власних дітей у них не було. До падчерок Олена ставилася добре. Із нею вони кожного року відвідували Росію та вивчали російську мову. Для цього герцогиня винайняла спеціальних вчителів.
У 1896 році батько придбав маєток Серран, родина більшу частину часу проводила там. У 1902 році він помер від пневмонії. Олена продовжувала турбуватися про долю падчерок.
У віці 27 років Ольга Єлизавета вийшла заміж за офіцера запасу графа Карла Фрідріха фон Пюклер-Бурггаусса, свого однолітка. Весілля відбулося 20 травня 1913 у Райхені. У подружжя народилося троє дітей.
Карл Фрідріх брав участь у Першій світовій війні, був нагороджений Залізними Хрестами обох класів. Після війни родина жила в маєтках його батьків, де Карл Фрідріх займався фермерством. У 1931 році він вступив до лав НСРПН і пішов у політику. Був командувачем військ СС у Чехії та Моравії. Вже після капітуляції Німеччини у Другій світовій війні американці не дозволили його військовим частинам здатися у полон. Після бою із радянськими військами Карл Фрідріх вчинив самогубство 12 травня 1945.
Ольга Єлизавета пережила чоловіка на десять років і пішла з життя 13 січня 1955 у Мюнстері.

## Родина
Чоловік — Карл Фрідріх фон Пюклер-Бурггаусс
Дітиː
- Елла-Віола (1914—1982) — дружина Андреаса Фрідріха фон Флотова, мала трьох дітей;
- Елеонора-Рената (1919—1997) — була двічі одружена, мала чотирьох дітей;
- Карл Рюдіґер (нар. та пом. 1923) — помер у ранньому віці.